# Никола Јанковић (кошаркаш)
Никола Јанковић (Врање, 13. фебруар 1994) је бивши српски кошаркаш. Играо је на позицијама крилног центра и центра.

## Биографија
Кошарку је почео да тренира у кошаркашком клубу Економац из Врања. После тога прелази у млађе категорије ФМП-а, а затим и Црвене звезде. Након што је 2012. одбио да потпише уговор са клубом из Београда прешао је у белгијски Спиру Шарлроа. Од 2013. до 2015. био је на позајмици у белгијском клубу Вервје-Пепинстеру. У сезони 2015/16. био је играч Мега Лекса и са њима је освојио Куп Радивоја Кораћа. У сезони 2016/17. био је играч Унион Олимпије. Са њима је освојио оба домаћа трофеја, а био је и проглашен за најкориснијег играча Јадранске лиге и Купа Словеније. У сезони 2017/18. био је играч турске Сакарије. У јулу 2018. године потписао је уговор са Естудијантесом, али је већ 31. децембра исте године напустио шпански клуб и потписао уговор са Партизаном. Са Партизаном је освојио један Суперкуп Јадранске лиге (2019) и два Купа Радивоја Кораћа (2019, 2020). По истеку уговора, на крају сезоне 2020/21, Јанковић је напустио Партизан. Почетком октобра 2021. потписао је уговор са екипом Подгорице, али се месец дана касније вратио у Мегу. Наступио је на само три утакмице за Мегу након чега је 28. децембра 2021. потписао за шпански Бреоган до краја сезоне. Почетком септембра 2022. потписао је за ФМП. Споразумно је раскинуо уговор са ФМП-ом у априлу 2023. године. У октобру 2023. вратио се у Мегу. Након седам наступа за Мегу, Јанковић је у јануару 2024. променио клуб и потписао за ирански Махрам Техеран.
Успешно је наступао за млађе репрезентативне категорије. На Европским првенствима за јуниоре окитио се двема медаљама - сребрном 2011. и бронзаном 2012. године. Године 2013. је био део селекције која је на Светском јуниорском првенству дошла до сребра. Године 2014. освојио је још једну бронзу - овога пута са младом репрезентацијом на Европском првенству.

## Успеси

### Клупски
- Мега Лекс:
  - Куп Радивоја Кораћа (1): 2016.

- Олимпија Љубљана:
  - Првенство Словеније (1): 2016/17.
  - Куп Словеније (1): 2017.

- Партизан:
  - Суперкуп Јадранске лиге (1): 2019.
  - Куп Радивоја Кораћа (2): 2019, 2020.

### Појединачни
- Најкориснији играч Јадранске лиге (1): 2016/17.
- Најкориснији играч Купа Словеније (1): 2017.

### Репрезентативни
- Европско првенство до 18 година:  2011,  2012.
- Светско првенство до 19 година:  2013.
- Европско првенство до 20 година:  2014.